# Задужбина краља Александра I и краљице Марије у Сомбору
Задужбина краља Александра I и краљице Марије је главни улаз у Болнички павиљон у Војвођанској улици у Сомбору који је по изградњи 1925. године назван "Болница краља Александра и краљице Марије", а данас је то Општа болница "др Радивој Симоновић".

## Историјат
Почетком 20. века настале су прве идеје и нацрти за градњу градског болничког комплекса који би се налазио на крају леве стране Војвођанске улице. Ипак, на градњу се чекало још две деценије.
Када се краљ Александар Карађорђевић венчао Маријом, кћерком румунског краља Фердинанда, 8. јина 1922. године, сомборске градске и жупанијске власти су одлучиле да дарују краљевски пар.
Као свадбени дар предложено је да се сагради у Сомбору нова болница која би носила име краља и краљице. Краљевски пар се сагласио и одрекао свадбеног поклона на име изградње болнице. Грађена је средствима које су Сомборци сакупили али и од средстава које су Сомборци добили и од Двора као додатну помоћ.
Пројекат болнице урадио је инжењер Рупел, професор Техничког факултета у Хамбургу, тада познат стручњак за санитетску изградњу.
Грађевински радови почели су у новембру 1923. године. Градњом је управљао новосадски архитекта Дака Поповић, радове је надгледао сомборски грађевинар Јован Сигмунд.
Изградња болнице је била завршена до пролећа 1925. године (сачувана је фотографија завршних радова на згради болнице).
Године 1925. 24. маја, болница „Краљ Александар и краљица Марија“ свечано је отворена у присуству краљевског изасланика адмирала Драгутина Прице, министра здравља др Славка Милетића, страних лекара – изасланика Лиге народа, представника жупанијских и градских власти и многобројних Сомбораца, те је болница званично предата народу Бачке жупаније.
Зграда је освећена уз обред све четири вероисповести које су постојале на овим просторима (православне, римокатоличке, протестантске и јеврејске.

## Изглед здања
Једноспратница величине 2.100 квадратних метара, архитектонски представља спој стилова сецесије и историјског академизма. 
Пошто се тада родио краљевић Петар II, болница је пројектована у облику ћириличног слова П (Петар) са крилима избаченим од средишњег дела зграде. Зграда има једноставну фасаду издељену стилизованим пиластрима.
Средишњи део зграде је двоспратница са израженим испадом у чијем се приземљу налази велики лучни улаз, изнад кога су се, на оба спрата, налази по три прозора.
Испад је надвишен троугластим забатом на коме се налазио грб Краљевине СХС и натпис назива болнице исписан златним словима.
Висок кров средишњег дела био је уздигнутији од крова преосталог дела зграде и завршавао се омањим кубетом.
Оба крила средишњег дела зграде имају по седам правоугаоних прозора у приземљу и на спрату, на спољној фасади првог спрата оба крила зграде имају по девет прозора, а у приземљу по седам прозора и врата.
Када је саграђена, болница је имала 300 лежајева са четири одељења (за очне, дечје, унутрашње и кожно-венеричне болести). Седам соба додељено је Дому народног здравља (Хигијенском заводу).

## Задужбина краља Александра и краљице Марије као део болничког комплекса
У наредним годинама изграђено је још неколико објеката који се данас налазе у склопу Опште болнице у Сомбору и који су постали део болничког комплекса.
Данашња Општа болница "Др Радивој Симоновић" има регионални карактер и пружа здравствену заштиту становништву четири општине Западнобачког округа (Сомбор, Апатин, Оџаци и Кула).
Десно од улаза, на фасади налази се бронзана спомен-плоча, постављена 9. априла 2011. године:
```
Зграда Опште болнице Сомбор изграђена је 1925. год. средствима грађана Сомбора и Краљевског дома Карађорђевић. У њихову част болница је добила име „Болница Краља Александра и Краљице Марије Карађорђевић“. То је била прва велика и савремена здравствена установа у Сомбору. После 1944. год. име и обележја на овој згради су склоњена. На данашњи дан грађани са достојанством и захвалношћу Краљевском дому Карађорђевића, постављају ову плочу, да се истина никада више не заборави. Сомбор, 15.04.2011.
```